# 靖安乡 (靖远县)
靖安乡，是中华人民共和国甘肃省白银市靖远县下辖的一个乡镇级行政单位。

## 行政区划
靖安乡下辖以下地区：
靖坪村、新城村、陆合村、五星村、新合村、三星村、开龙村和新丰村。